# PSME1
PSME1 (англ. Proteasome activator subunit 1) – білок, який кодується однойменним геном, розташованим у людей на короткому плечі 14-ї хромосоми. Довжина поліпептидного ланцюга білка становить 249 амінокислот, а молекулярна маса — 28 723.
| 10         |  | 20         |  | 30         |  | 40         |  | 50         |
| ---------- |  | ---------- |  | ---------- |  | ---------- |  | ---------- |
| MAMLRVQPEA |  | QAKVDVFRED |  | LCTKTENLLG |  | SYFPKKISEL |  | DAFLKEPALN |
| EANLSNLKAP |  | LDIPVPDPVK |  | EKEKEERKKQ |  | QEKEDKDEKK |  | KGEDEDKGPP |
| CGPVNCNEKI |  | VVLLQRLKPE |  | IKDVIEQLNL |  | VTTWLQLQIP |  | RIEDGNNFGV |
| AVQEKVFELM |  | TSLHTKLEGF |  | HTQISKYFSE |  | RGDAVTKAAK |  | QPHVGDYRQL |
| VHELDEAEYR |  | DIRLMVMEIR |  | NAYAVLYDII |  | LKNFEKLKKP |  | RGETKGMIY  |

A: Аланін

C: Цистеїн

D: Аспарагінова кислота

E: Глутамінова кислота

F: Фенілаланін

G: Гліцин

H: Гістидин

I: Ізолейцин

K: Лізин

L: Лейцин

M: Метіонін

N: Аспарагін

P: Пролін

Q: Глутамін

R: Аргінін

S: Серин

T: Треонін

V: Валін

W: Триптофан

Задіяний у такому біологічному процесі, як альтернативний сплайсинг. 